# Canis himalayensis
Il lupo himalayano (Canis lupus chanco ), è il nome dato ad una popolazione di lupi tibetani presenti nella catena montuosa dell'Himalaya, che nel 2007 vennero anche accreditati come appartenenti ad una specie a parte, ovvero Canis himalayensis. È originario di una piccola zona dell'India settentrionale (Jammu e Kashmir ed Himachal Pradesh) e del Nepal orientale, sui monti dell'Himalaya. Le ricerche sul DNA hanno suggerito che questo lupo potrebbe rappresentare (insieme al lupo indiano) un'antica linea di lupi rimasti isolati in India. Il lupo himalayano ha una popolazione di soli 350 esemplari, ma se ne trovano anche altri 21 in zoo dell'India e del Bangladesh .

## Storia
In passato, gli scienziati avevano riconosciuto 32 differenti sottospecie di lupo grigio. Le differenze tra le varie sottospecie si basavano principalmente su aspetti morfologici. Il lupo himalayano si riteneva solitamente appartenente alla sottospecie Canis lupus chanco. Questa sottospecie occupava l'area del Kashmir e si spingeva fino alle regioni orientali della Cina e della Mongolia. Fino ad ora il lupo himalayano non era mai stato studiato geneticamente. Nuove prove basate sul DNA mitocondriale mostrano che il lupo himalayano rappresenta una nuova sottospecie o perfino una specie vera e propria. Si sostiene che il lupo himalayano si sia separato dal lupo grigio circa 800.000 anni fa. Di conseguenza, potrebbe trattarsi di una differente specie a tutti gli effetti. Se questo fosse vero, potrebbero sorgere nuove domande sul perché questa specie non fosse stata in grado di diffondersi sul globo alla stessa maniera del suo parente, il lupo grigio .

## Habitat
L'habitat del lupo himalayano (noto anche come lupo tibetano) è confinato ad aree ristrette dell'India e del Kashmir, ma si spinge anche fino alla Cina ed alla Mongolia. Si ritiene che quando questa specie si evolse, rimase circondata da ghiacciai e da altre barriere fisiche che non le permisero di espandersi e di perpetuarsi altrove. Gran parte del suo habitat viene condivisa con un'altra specie scoperta recentemente, il lupo indiano. Non sappiamo come abbiano fatto queste due specie a non incrociarsi tra loro nelle zone dove coabitano. Questo fatto ha permesso alle due specie di rimanere distinte geneticamente da tutti gli altri lupi e cani che si trovano sul pianeta.

Kalpa, nell'Himachal Pradesh, è una delle ultime roccaforti del lupo himalayano.

## Evoluzione

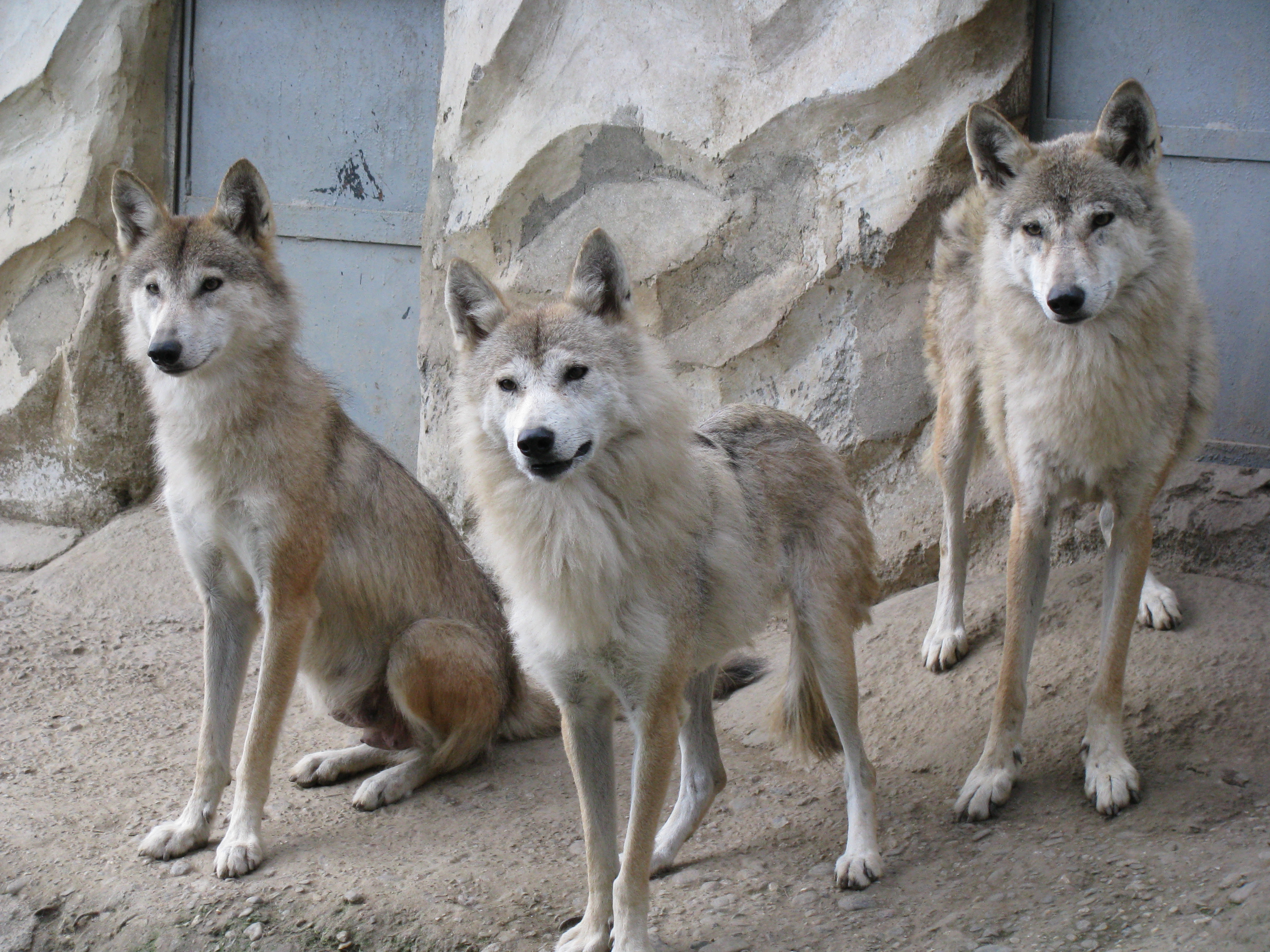
Un gruppo di lupi himalayani.

Fino a tempi recenti si credeva che tutti i lupi e i cani facessero parte dello stesso clade lupo-cane, il che significa che tutti i cani domestici discendono dai lupi. Quando venne studiato il lignaggio himalayano, si scoprì che quei lupi non mostravano alcuna affinità genetica con i lupi grigi o i cani. Questo indica che il lupo himalayano non ha giocato alcun ruolo nell'addomesticamento dei cani. Ai tempi della separazione del lupo himalayano, 800.000 anni fa, l'habitat del Nepal dei giorni nostri stava attraversando un periodo di turbolenze geologiche e climatiche. La regione himalayana, dimora anche del lupo indiano e del lupo grigio, è la sola area geografica dell'intero pianeta dove coesistono tre specie distinte di lupi, il che supporta la teoria che ritiene che l'evoluzione del lupo moderno sia avvenuta nella regione indiana.